# Linfärja
En linfärja (även kabelfärja eller vajerfärja) är en färja av RoRo-typ främst för person- och fordonstransporter över mindre vatten.

## Allmänt
Färjan styrs av en eller två linor, eller mer bestämt kraftiga stålvajrar som ligger i vattnet mellan de två färjelägena, uppspänd i kraftiga betongfundament bredvid dem. Internationellt förekommer även kätting som styr- och drivlina, främst över vattendrag som är eller kan beskrivas som en kanal. Färjans motor arbetar sig åt ena eller andra hållet med hjälp av linan, och har således inget roder för att ändra färjans riktning.
Fördelen är att färjans konstruktion kan göras enklare. Enligt Trafikverket Färjerederiet kan upp till 65 procent av bränslet sparas in, och därmed motsvarande mängd koldioxidutsläpp.
Nackdelen är att färjelägena måste ligga någorlunda mitt emot varandra. Likaså får avståndet mellan dem inte vara för långt. Ytterligare en nackdel är att fartygstrafik som ska passera färjeleden inte kan gå så nära färjan utan risk att fastna med propeller, köl eller roder i färjans lina. Vid vissa mindre färjeleder är passage av färjeförbindelsen helt förbjuden då färjan är i rörelse. Blixtljus används ofta för att uppmärksamma passerande på detta.

## Finland
I Finland finns det linfärjor både i skärgården och i insjöar och älvar. Den juridiska termen är vajerfärja och de ska markeras med tre röda ljus och två klot, det ena ovanför det andra. En korsande färjeled ska markeras med skyltar. Färjorna är huvudsakligen styrvajerfärjor med roderpropeller i både fören och aktern, där vajern är slackad och hjälper endast med manövrerande.

## Fotogalleri

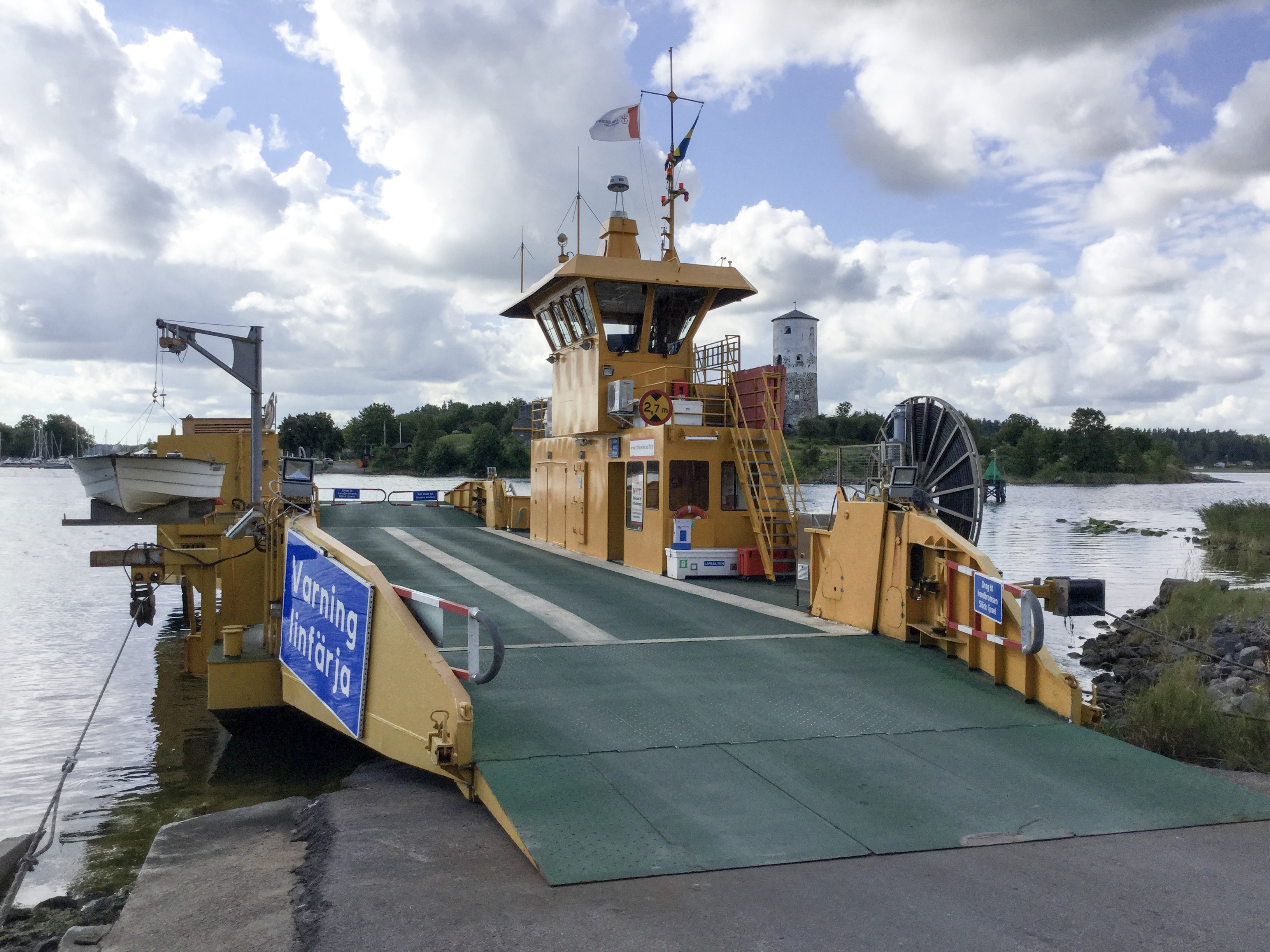
M/S Elvira, vid färjeläget Säter, i Norrköpings kommun
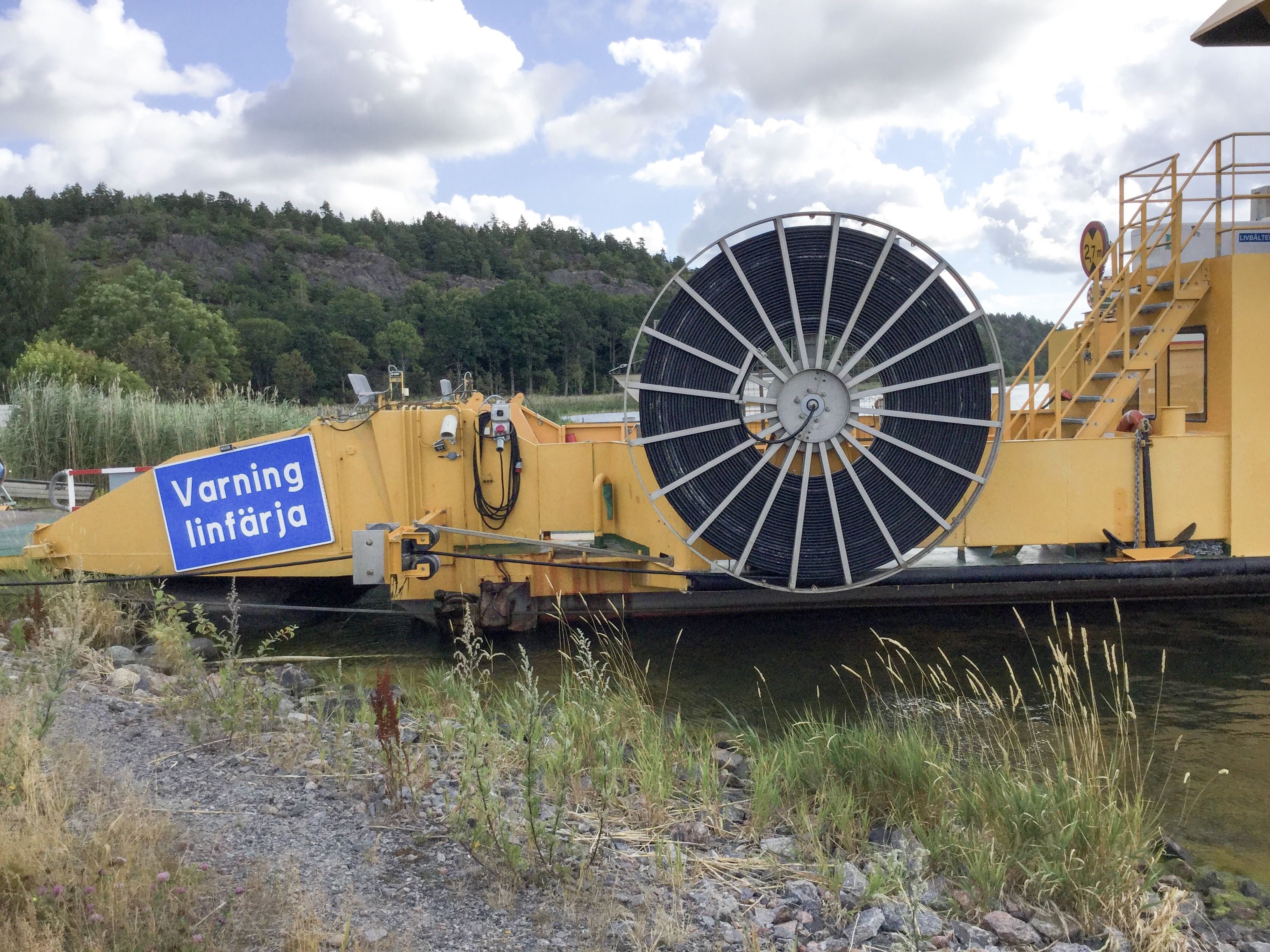
M/S Elvira
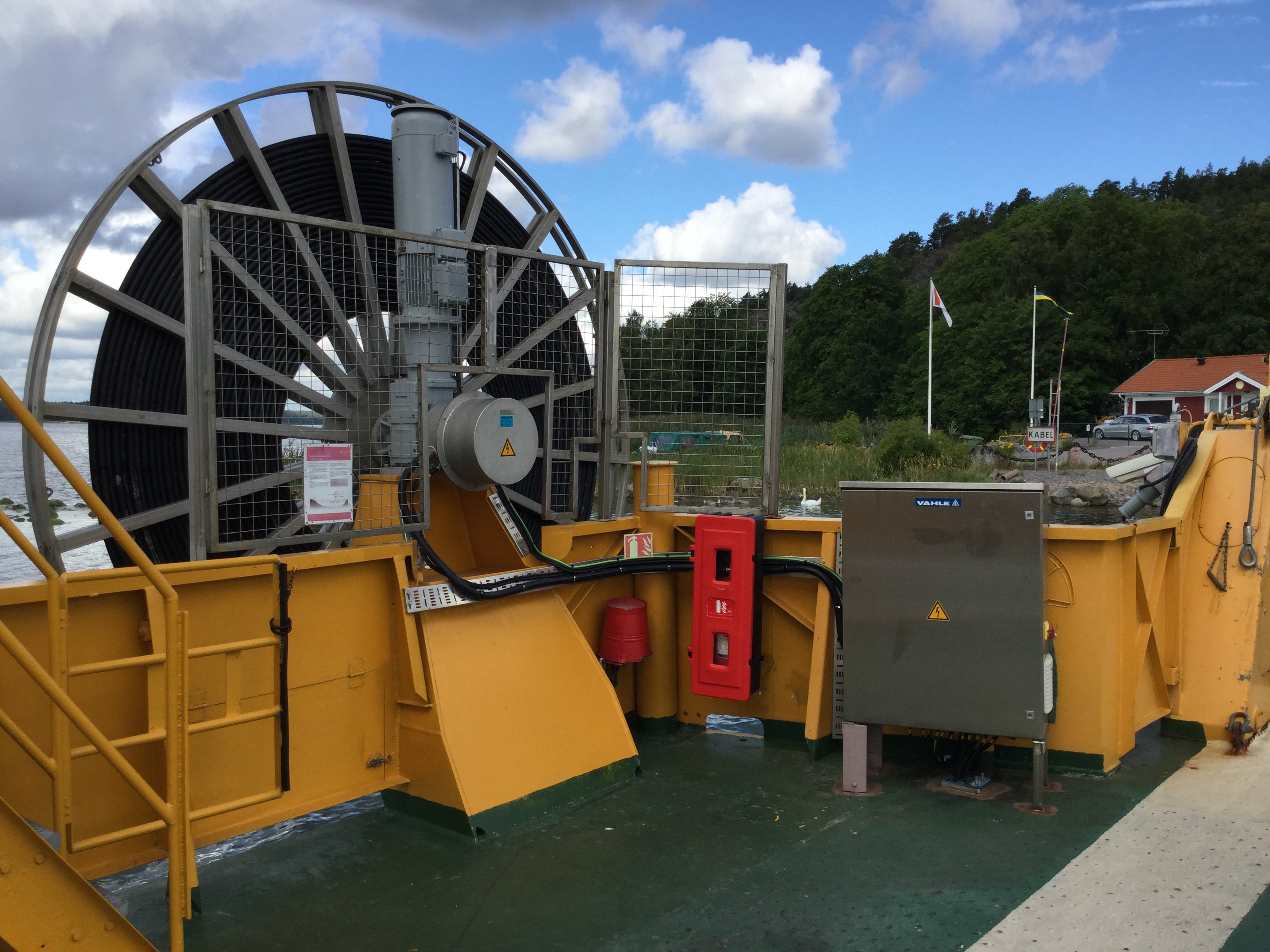
M/S Elvira
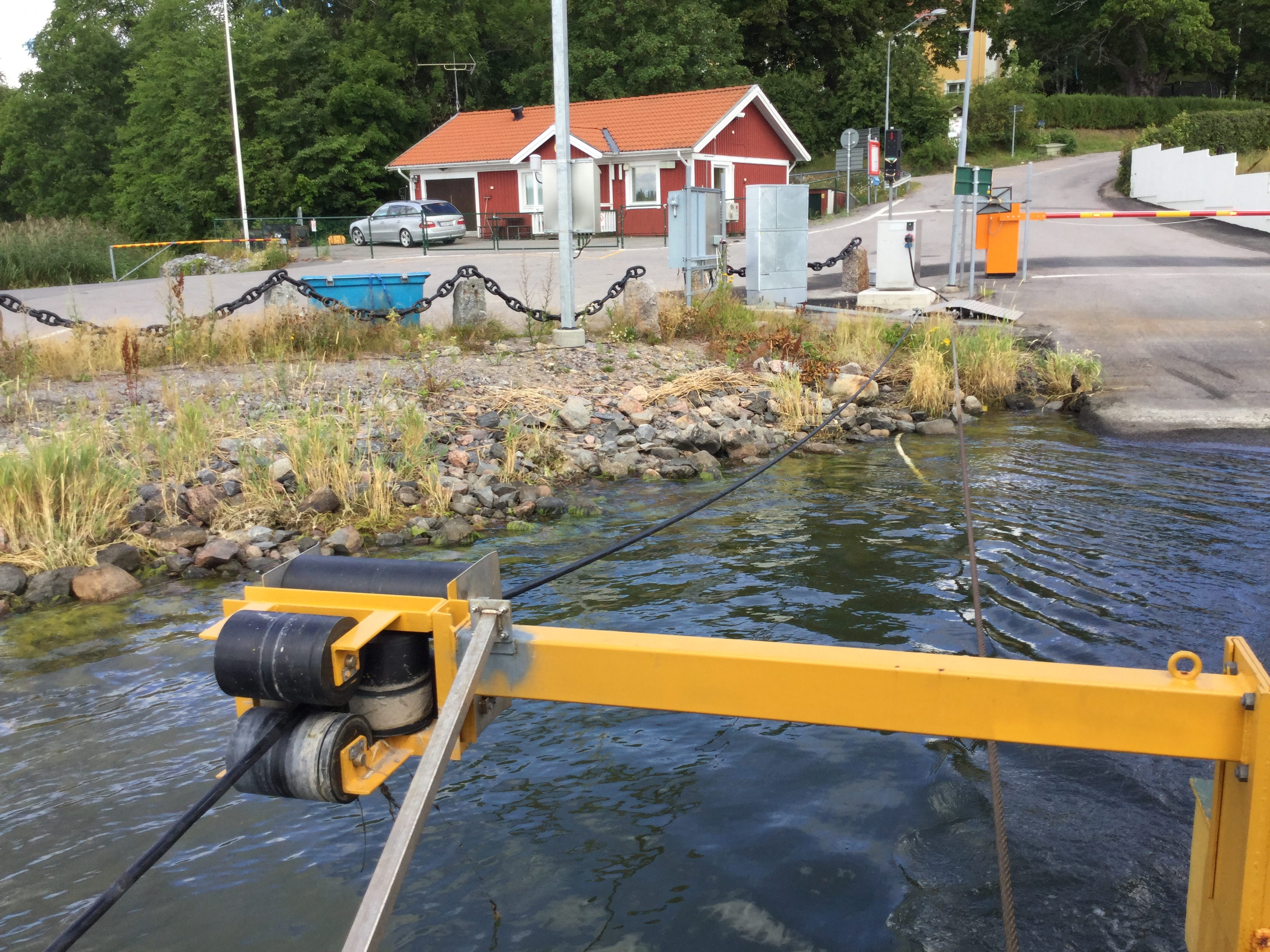
M/S Elvira